# پاپینیان
اِمیلیوس پاپینیان (Aemilius Papinianus، تلفظ لاتین: [ae̯ˈmɪliʊs paːpɪniˈaːnʊs]; یونانی باستان: Αἰμίλιος Παπινιανός;142 CE–212 CE), یک حقوق دان برجسته رومی، دادستان عمومی و پس از مرگ پلاوتیانوس دارای مقام فرماندار پرایتوری بود.

## حرفه
او در کنار گایوس، الپیان، پائلوس، مدستینوس، یکی از پنج حقوق دان برتر روم بود که در سال ۴۲۶ میلادی، آرائشان در مجموعه ای به نام Law of Citations جمع‌آوری شد. آراء این پنج حقوقدان، همچنین، منبع بسیار معتبری برای گردآوری مجموعه قوانین روم به نام دایجست بود.

## مرگ
در زمان درگیری میان کاراکالا و برادرش، او کوشید میان آن دو میانجی گری کند. این عمل خشم کالاکالا را که به دنبال غصب تخت برادر بود، به همراه داشت. در نهایت، توسط کاراکالا اعدام شده و جسدش در خیابان‌های روم انداخته شد.